# La Victoire et la Renommée
La Victoire et la Renommée est une gravure sur cuivre au burin de l'artiste de la Renaissance vénitienne Jacopo de' Barbari datant d'environ 1498-1500.

## Histoire
Même si elle ne porte aucune date, l'œuvre de Jacop de' Barbari est considérée comme l'un de ses cuivres les plus anciens, gravé sans doute alors qu'il réside encore à Venise, avant son départ pour Nuremberg.

## Analyse
Les historiens pensent que Jacopo de' Barbari s'inspira des deux figures côte à côte, l'une de face et l'autre de dos, des Quatre sorcières d'Albrecht Dürer (1497). Une autre référence à Dürer est perceptible dans la petite étendue d'herbes délimitée par une planche de bois noueux, qui rappelle le banc de gazon figuré par Dürer à la fois dans La Sainte Famille au papillon (vers 1495-1496) et sa Vierge à l'Enfant au singe (vers 1498). Dürer avait lui-même emprunté ce motif à Martin Schongauer, référence qui n'était sans doute pas pour déplaire à de' Barbari, lui-même très marqué par la manière du maître rhénan, dont il reprend d'ailleurs les plis agités et cassés pour la draperie de sa Victoire.